# Nåletræer (film)
|  | Denne artikel er oprettet af botten Steenthbot ud fra en ekstern database. Den kan derfor have sproglige fejl eller mangler. Denne skabelon kan fjernes efter kontrol af indholdet. |

Nåletræer er en dansk kortfilm fra 2007 instrueret af Stefano González og efter manuskript af Line Langebek Knudsen og Stefano González.

## Handling
Nåletræer handler om chilenske Pablo, som skal arbejde på et torturcenter. Her møder han Linda for første gang. De er alene på centeret og den fine sympati, der opstår mellem dem, udvikler sig hurtigt til skæbnesvanger tiltrækning. De er begge amatører i utroskabens spil, men det ender med elskov og alting bliver aldrig det samme.

## Medvirkende
- Rafael Edholm, Pablo
- Beate Bille, Linda
- Sara Indrio Jensen, Monica
- Jakob Cedergren, Michael